# Walking with Monsters
Walking with Monsters is een Engelse driedelige televisieserie uit 2005 over prehistorische diersoorten uit de tijd voor de dinosauriërs, geschreven en geregisseerd door Tim Haines. Walking with Monsters is vormgegeven als een natuurdocumentaire waarin met behulp van CGI en animatronics het leven uit het Paleozoïcum en Mesozoïcum wordt gereconstrueerd. Hierdoor werden de uitgestorven dieren weer tot leven gewekt en in bestaande landschappen geplaatst. De serie is een coproductie van BBC en de Discovery Channel.

## Aflevering 1:Water Dwellers
530 miljoen jaar (Ma) geleden - Cambrium — Chengjiang, China:
- Anomalocaris : een grote geleedpotige
- Trilobiet : een geleedpotige
- Haikouichthys : een primitief chordadier

418 miljoen jaar geleden - Siluur — Wales, Groot-Brittannië:
- Brontoscorpio : een reuzenschorpioen
- Cephalaspis : een gepantserde kaakloze vis
- Pterygotus : een grote eurypteride
- Cooksonia : de oudst bekende landplant

360 miljoen jaar geleden -  Devoon — Pennsylvania, Verenigde Staten:
- Hynerpeton : een labyrinthodont amfibie
- Hyneria : een grote kwastvinnige vis
- Stethacanthus: een primitieve haai

## Aflevering 2:Reptile's Beginnings
300 miljoen jaar geleden - Carboon — Kansas, Verenigde Staten:
- Petrolacosaurus : een primitief diapside reptiel
- Megarachne: een zeeschorpioen, geïdentificeerd als
  - Mesothelae : een reuzenspin
- Arthropleura : een reusachtige miljoenpoot
- Meganeura : een reusachtige libel
- Proterogyrinus : een groot amfibie
- Lepidodendron of Sigillaria : een steenkoolwoudboom

280 miljoen jaar geleden - Vroeg-Perm — Bromacker, Duitsland:
- Dimetrodon : een vleesetende eupelycosauriër
- Seymouria : een amfibie
- Edaphosaurus : een plantenetende eupelycosauriër

## Aflevering 3:Clash of the Titans
250 miljoen jaar geleden - Laat-Perm — Siberië, Pangea:
- Inostrancevia : een grote gorgonopsiër
- Scutosaurus : een pareiasauriër
- Rhinesuchus: een groot labyrinthodont amfibie
- Diictodon : een kleine dicynodont

248 miljoen jaar geleden - Trias — Antarctica, Pangea:
- Lystrosaurus : een dicynodont
- Proterosuchus (Chasmatosaurus): een krokodilachtige archosauriër
- Euparkeria : een kleine archosauriër
- Euchambersia : een therocephaliër